# Pueblo Viejo, Zacatecas
Pueblo Viejo är en ort i Mexiko.   Den ligger i kommunen Juchipila och delstaten Zacatecas, i den centrala delen av landet, 500 km väster om huvudstaden Mexico City. Pueblo Viejo ligger 1 377 meter över havet och antalet invånare är 168.
Terrängen runt Pueblo Viejo är huvudsakligen kuperad, men norrut är den bergig. Runt Pueblo Viejo är det glesbefolkat, med 15 invånare per kvadratkilometer. Närmaste större samhälle är Juchipila, 11,5 km nordost om Pueblo Viejo. I omgivningarna runt Pueblo Viejo växer huvudsakligen savannskog.